# Ebo (Angola)
Ebo és un municipi de la província de Kwanza-Sud. Té una extensió de 2.191 km² i 158.151 habitants. Comprèn les comunes d'Ebo, Conde i Kassange. Limita al nord amb el municipi de Quibala, a l'est amb el Cela, al sud amb el de Conda, i a l'oest amb els d'Amboim i Quilenda.